# 1317 Silvretta
1317 Silvretta è un asteroide della fascia principale. Scoperto nel 1935, presenta un'orbita caratterizzata da un semiasse maggiore pari a 3,1973359 UA e da un'eccentricità di 0,2406346, inclinata di 20,59607° rispetto all'eclittica.
Prende il nome dal Monte Silvretta.